# Diplotaxis harra
El jaramago de yesar (Diplotaxis harra) es una especie de planta de la familia Brassicaceae. 

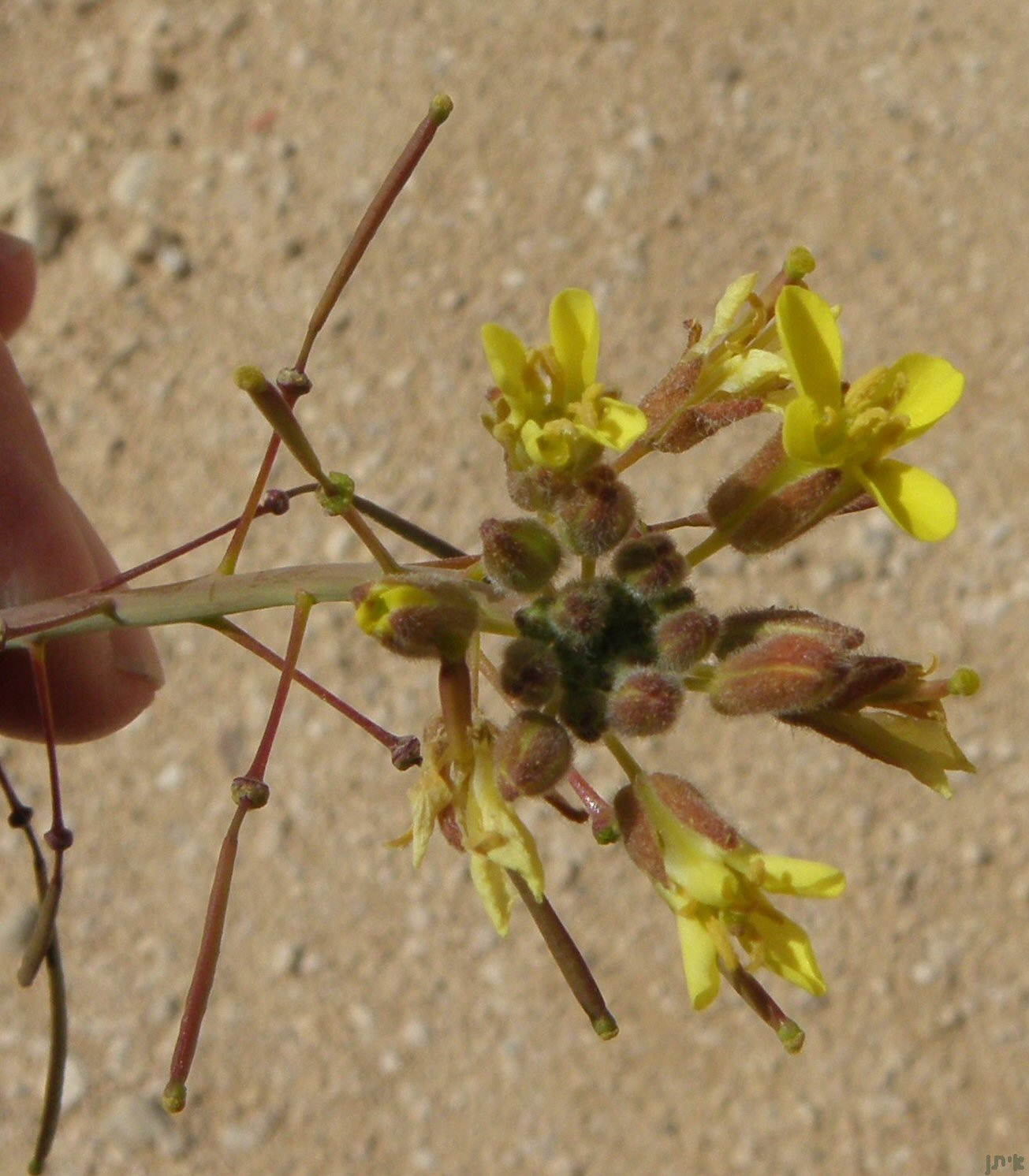
Detalle de las flores

## Descripción
Es una hierba anual, aunque de tallos algo endurecidos en su base. Las hojas son más o menos carnosas, con setas en su superficie, las inferiores están lobuladas 2-3 veces en cada lado, las de la parte superior del tallo se van estrechando hacia la base. Tiene las flores de color amarillo intenso. Cuando madura forma un fruto en silicua cilíndrica colgante.

## Distribución
Se encuentra en los campos baldíos, márgenes de caminos, normalmente gipsícolas, en el Mediterráneo occidental.

## Taxonomía
Diplotaxis harra fue descrita por (Forssk.) Boiss. y publicado en Fl. Orient. (Boissier) 1: 388. 1867
Etimología
Diplotaxis: nombre genérico que deriva del  griego Diplotaxis = doble orden, refiriéndose a las semillas que se disponen en dos hileras en el fruto.
Subespecies
- Diplotaxis harra subsp. crassifolia (Raf.) Maire
- Diplotaxis harra subsp. glauca (J.A. Schmidt) E. Sobrino Vesperinas
- Diplotaxis harra subsp. harra (Forssk.) Boiss.
- Diplotaxis harra subsp. hirta (A. Chev.) E. Sobrino Vesperinas
- Diplotaxis harra subsp. lagascana (DC.) O.Bolòs & Vigo

sinonimia
- Diplotaxis harra subsp. numidica O. Bolòs & Vigo
- Diplotaxis hispida var. subglabra DC.
- Diplotaxis nana Boiss. ex T.Anderson
- Diplotaxis pendula (Desf.) DC.
- Sisymbrium aegyptium Juss. ex DC.
- Sisymbrium harra Steud.[3]